# Synagogue Chasseloup-Laubat
La synagogue Chasseloup-Laubat est une synagogue située du 14 rue Chasseloup-Laubat dans le 15e arrondissement de Paris. Elle est rattachée au Consistoire central israélite de France.
C'est l'une des dernières synagogues monumentales élevées selon l'esthétique élaborée au cours du XIXe siècle qui vit à la fois l'émancipation effective des Juifs de France et leur intégration à une société qui leur imposa des valeurs et de nouveaux comportements, même religieux. Elle fait partie de « l'âge d'or des synagogues » françaises,.

## Histoire
Au début du XXe siècle, un petit oratoire juif est situé avenue de La Motte-Picquet dans le 15e arrondissement de Paris. Il s’avère insuffisant pour la communauté, constituée déjà depuis une cinquantaine d’années. Le 21 mai et le 15 novembre 1910, le Consistoire de Paris achète par devant maîtres Baudrier et Bourdel, notaires du consistoire, un terrain de 754 mètres carrés situé rue Chasseloup-Laubat, à madame veuve Grouselle, pour la somme de 130 000 francs. Le baron Edmond de Rothschild, vice-président, puis président du consistoire de Paris, prend à sa charge la construction de la synagogue pour la somme de 340 000 francs et du pavillon d'habitation annexe estimé à 56 000 francs.
L'architecte Lucien Bechmann, qui avait déjà été choisi par les Rothschild pour la reconstruction de l'hôpital Rothschild, est retenu pour la construction de la synagogue. Les relations avec le baron Rothschild sont si difficiles que Bechmann plusieurs fois décide de se retirer, mais J. Wormser, collaborateur d'Edmond de Rothschild arrive à chaque fois à le persuader de rester. Dès 1910, Bechmann réalise plusieurs esquisses pour la synagogue, mais ce n'est qu'en novembre 1911, que J. Wormser peut lui annoncer que son dernier plan a reçu l’agrément du baron : « Grand succès. Sainte Sophie a plu. C'est dans ce sens qu'il faut rapidement poursuivre votre étude ». Comme la synagogue de Boulogne Billancourt, déjà financée par le baron Rothschild, œuvre de l'architecte Emmanuel-Élisée Pontremoli, et inaugurée le 21 septembre 1912 la synagogue de la rue Chasseloup-Laubat est d'influence byzantine.
Le permis de construire est obtenu le 26 septembre 1912, et un an après, le 29 septembre 1913, la synagogue est officiellement consacrée lors des fêtes de Tishri. Le grand-rabbin de Paris, Jacques-Henri Dreyfuss, remercie dans son discours le baron de Rothschild pour ses largesses, puis félicite le jeune architecte Bechmann, qu'il compare à Bezalel, l'architecte en chef du Tabernacle.
En 1914, Marcel Sachs, rabbin à Saint-Étienne, est nommé rabbin de la synagogue Chasseloup-Laubat. Il le demeure jusqu'à sa retraite en 1958. Pendant la Seconde Guerre mondiale, il parvient à s'enfuir à Lyon, en zone libre, pour rejoindre le nouveau siège du Consistoire central et du Grand-rabbinat de France, en montant sur une locomotive déguisé en cheminot.
Le rabbin David Feuerwerker lui succède, puis le rabbin Alain Goldmann. Le rabbin de la synagogue en 2014 est le rabbin Mikaël Journo.
Le 4 mai 2009, en présence du Grand-Rabbin de France et de l'aumônier général israélite des armées, la synagogue Chasseloup-Laubat est consacrée, lors d'une cérémonie militaire, synagogue aux armées.

## Architecture

Entrée de la synagogue.

Alors que les autres grandes synagogues consistoriales construites 30-35 ans auparavant, comme la Grande synagogue de la rue de la Victoire (1874), la synagogue de la rue des Tournelles (1876) ou la synagogue de la rue Buffault (1877) ont leur façade principale donnant directement sur la rue, Bechmann prend le parti d'une synagogue inspirée du style byzantin, avec une entrée par une cour.
La synagogue est conçue sur un plan carré. Le narthex permet l'accès aux galeries pour les femmes ainsi qu'à deux pièces annexes servant l'une d'oratoire pour la semaine et l'autre de salle d'accueil et de réunion.
Le bâtiment est constitué de différents volumes parfaitement discernables de l'extérieur. L'entrée et les salles annexes sont situées dans un avant-corps rectangulaire, percé de fenêtres à arc plein cintre, séparées chacune par des colonnettes faisant arcade, et en son milieu par un porche soutenu par deux colonnes de marbre noir, surmonté d'un pignon couronné des Tables de la Loi. Cet avant-corps est suivi d'un petit volume semi cylindrique, qui permet de pénétrer dans le hall de prière. 

La charpente en bois et la tour-lanterne.

Pour l'extérieur du bâtiment, Bechmann a sélectionné comme matériau principal une brique beige, agrémentée d'une pierre blanche pour les chaînages d'angle, les rosaces, les arcades et les modillons. La salle de prière, de forme carrée, dont trois des murs sont percés, à hauteur du premier étage, d'une rosace à huit lobes, est surmontée d'une tour-lanterne en bois. L'intérieur de la synagogue se distingue des autres synagogues construites à la même époque par l'originalité de sa charpente en bois et de ses poteaux de bois très élancés, soutenant les galeries à balustrades aussi en bois. Les poutres et les piliers forment un enchevêtrement harmonieux habilement calculé. La salle de 13 mètres au carré a une hauteur d'une quinzaine de mètres au sommet de la petite coupole.  La galerie des femmes, tout en bois, située au premier étage, court sur trois des côtés de la salle.
Pour la décoration de la synagogue, Bechmann avait initialement conçu des motifs décoratifs variés, tels des entrelacs, des étoiles, des rosettes mais il a préféré la sobriété et se limiter aux étoiles de David, que l'on retrouve sur les chapiteaux des deux colonnes de part et d'autre du porche, sur la mosaïque au-dessus du tympan menant à la salle de prière, sur les lustres, les boiseries (bimah, Arche sainte, siège du rabbin) et sur les vitraux.
La date hébraïque Elloul 5673 (29 septembre 1913) de la consécration de la synagogue est inscrite sur le tympan au-dessus de la porte menant à la salle de prière.  

Aperçu de la structure supportant la charpente en bois.

L'Arche sainte en bois, située sur le mur opposé à l'entrée, est simple et ne possède comme ornement qu'une Étoile de David, sculptée en bas-relief. Elle est surmontée des Tables de la Loi aussi sculptées dans le bois. Comme pour toutes les synagogues consistoriales érigées à cette époque, la Bimah (l'autel) est située devant l'Arche sainte et non au centre de la pièce comme pour les synagogues orthodoxes.
Les vitraux en verre coloré des grandes rosaces ainsi que des fenêtres à arc plein cintre situées sous les rosaces ou de part et d'autre des rosaces donnent un éclairage naturel aux couleurs chaudes parfaitement en harmonie avec les murs en pierre et les boiseries. Des chandeliers, des lustres et des appliques dont la forme des verrines a été spécialement dessinée par l'architecte, complètent cet éclairage.
En 2011, l'édifice reçoit le label « Patrimoine du XXe siècle ».

## Galerie

La galerie des femmes et une des grandes rosaces.
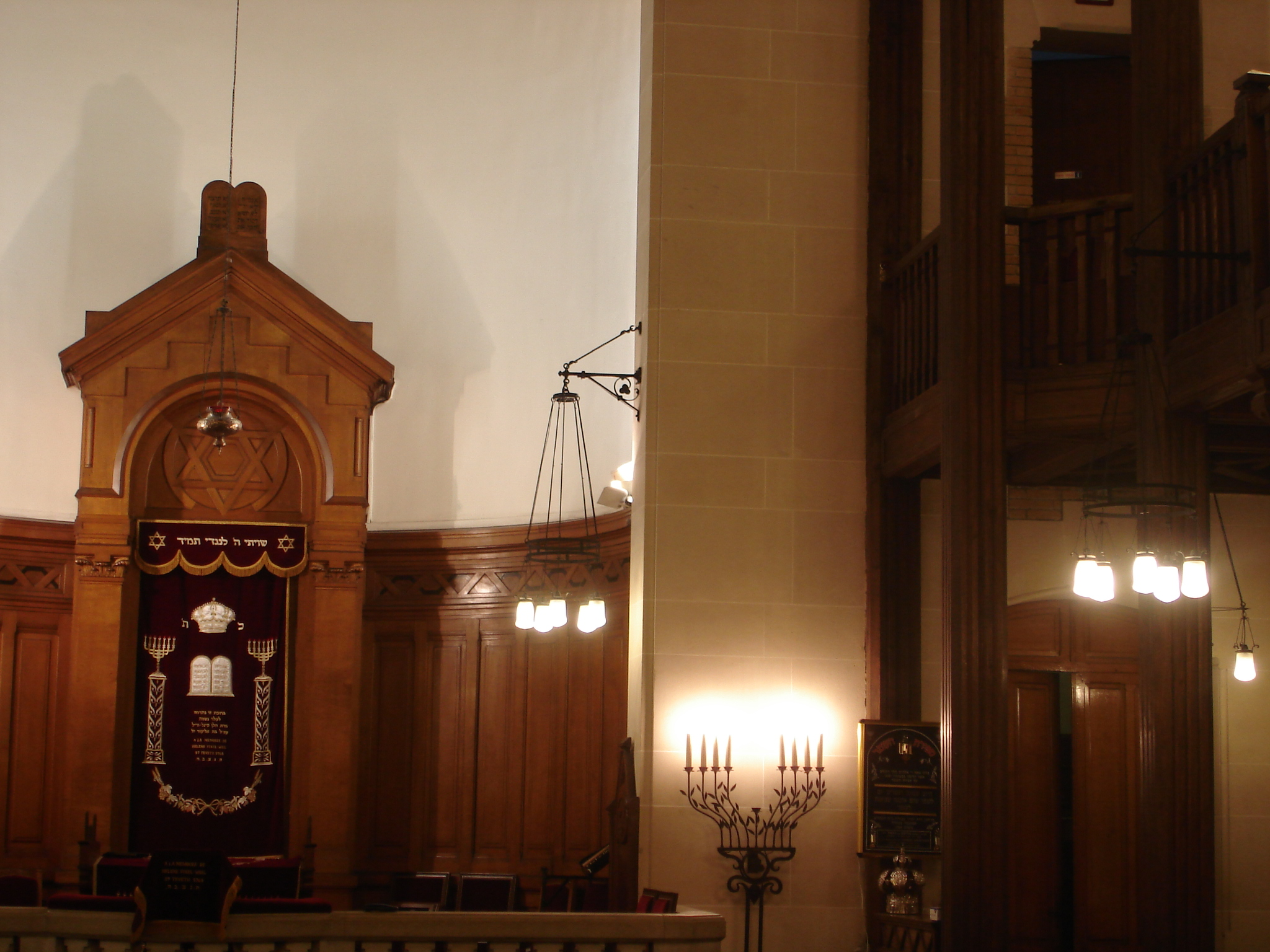
L'Arche sainte, un lustre, une applique et un lampadaire.
Vue extérieure.

## Annexe